# G-Eclipse
g-Eclipse – platforma (framework) bazująca na Eclipse i przeznaczona dla użytkowników, operatorów i programistów gridowych.
Podobnie jak Eclipse jest udostępniona na zasadach otwartego oprogramowania.
Poprzez zestaw (wtyczek) g-Eclipse rozszerza funkcjonalność i interfejs użytkownika środowiska Eclipse o narzędzia pozwalające użytkownikom na dostęp do infrastruktury gridowej. g-Eclipse pozwala na zarządzanie zadaniami i danymi w Gridzie, konfigurowanie elementów Gridu i tworzenie aplikacji gridowych. Podobnie jak Eclipse, g-Eclipse definiuje punkty rozszerzeń, które pozwalają programistom na dodatkowe rozszerzenie funkcjonalności.
Projekt g-Eclipse jest jednym z projektów rozwijanych w ramach Fundacji Eclipse i jest aktywnie rozwijany przez konsorcjum w skład którego wchodzi Forschungszentrum Karlsruhe, Poznańskie Centrum Superkomputerowo-Sieciowe, Uniwersytet im. Jana Keplera w Linzu, Uniwersytet Cypryjski, Innoopract Gmbh (Niemcy), Uniwersytet w Reading oraz IT Innovation Centre (Uniwersytet w Southampton). Konsorcjum g-Eclipse jest finansowane w ramach 6. Programu Ramowego Unii Europejskiej.

## Funkcjonalność
g-Eclipse grupuje narzędzia w trzech Perspektywach Platformy Eclipse:
- Perspektywa Użytkownika – zazwyczaj użytkownicy Gridu mają ograniczoną wiedzę na temat technologii gridowych. Z pomocą Perspektywy Użytkownika g-Eclipse użytkownicy mogą w prosty sposób zlecać zadania do Gridu, monitorować status zadań i uzyskać dostęp do zdalnych plików zlokalizowanych w Gridzie.
- Perspektywa Operatora – administratorzy Gridu mają szczegółową wiedzę na temat konfiguracji Gridu. Perspektywa Operatora dostarcza narzędzia pozwalające w prosty sposób konfigurować udostępnione w gridzie lokalne zasoby, a także pozwala na zarządzanie Wirtualnym Organizacjami.
- Perspektywa Programisty – programiści aplikacji gridowych są ekspertami w tworzeniu aplikacji, ale niekoniecznie muszą znać technologie gridowe i infrastruktury gridowe.

Perspektywa Programisty dostarcza narzędzi pozwalających na tworzenie, debugowanie, instalowanie aplikacji gridowych. Dostępne są też narzędzia do programowania wizualizacji w Gridzie.

## Wspierane infrastruktury gridowe
Platforma g-Eclipse jest zaprojektowana jako niezależna od specyficznych infrastruktur gridowych. Wsparcie konkretnej infrastruktury uzyskuje się przez dodanie wtyczek implementujących interfejsy zdefiniowane w modelu. Obecnie dostępne są wtyczki g-Eclipse
zapewniające obsługę infrastruktury gLite, które implementują obsługę Wirtualnych Organizacji, zlecania i monitorowania zadań, dostępy do zdalnych plików, instalacji aplikacji i wizualizacji. Dostępne są też pierwsze implementacje wtyczek do obsługi drugiej infrastruktury o nazwie GRIA.